# Họ Cá chình đỏ Đại Tây Dương
Họ Cá chình đỏ Đại Tây Dương hay họ Cá chình mỏng (tên khoa học: Myrocongridae) là một họ cá chình được tìm thấy được tìm thấy ở vùng biển ôn đới và nhiệt đới tại đông Đại Tây Dương, Ấn Độ Dương và tây Thái Bình Dương ở độ sâu 0-640m, nhưng đa phần các loài sinh sống ở độ sâu không quá 200m. Người ta biết rất ít về nhóm cá này.
Tên gọi khoa học của họ này bắt nguồn từ tiếng Hy Lạp myros, -ou (cá lịch đực) và tiếng Latin conger (cá lạc).
Cho tới năm 1990, chỉ một mẫu vật duy nhất thuộc họ này được biết đến. Cá thể này được đánh bắt ngoài khơi đảo Saint Helena năm 1868. Trong thập niên 1990 và 2000, các tàu lặn biển sâu đã nhận dạng thêm được một vài cá thể nữa, bao gồm cả bốn loài mới bổ sung. Loài đầu tiên được biết đến, M. compressus, có màu đỏ tươi, nhưng không phải tất cả các loài còn lại đều chia sẻ đặc điểm này.

## Các loài
Hiện tại người ta công nhận 5 loài thuộc 1 chi duy nhất (Myroconger) của họ này:
- Myroconger compressus Günther, 1870 (cá chình đỏ): Đông Đại Tây Dương, 3 mẫu vật được biết đến, từ Saint Helena, Dakar, Senegal. Hồ sơ từ São Tomé và Principe không được xác nhận.
- Myroconger gracilis Castle, 1991: Tây bắc Thái Bình Dương, sống núi ngầm Kyushu-Palau (vòng cung Izu-Bonin-Mariana) ở độ sâu 320-640m.
- Myroconger nigrodentatus Castle & Béarez, 1995 (cá chình cam): Đông Thái Bình Dương, ở độ sâu 50-250m.
- Myroconger prolixus Castle & Béarez, 1995: Tây Thái Bình Dương, ngoài khơi New Caledonia, núi ngầm Kaiyo Maru 24°36′0″N 168°03′59″Đ / 24,6°N 168,06639°Đ, ở độ sâu 260-280m.
- Myroconger seychellensis Karmovskaya, 2006: Ấn Độ Dương, Seychelles, ở độ sâu tới 200m.